# Publicist
Een publicist of publiciste is een schrijver of commentator over openbare, met name politieke of actuele aangelegenheden. De voornaamste taak van een publicist is het redigeren van (politieke) nieuwsbladen, dagbladen en brochures. Omdat de term publicist geen beroepscategorie aangeeft, wordt het – als onderdeel van een zelfbeschrijving – vaak gecombineerd met een beroeps- of functieaanduiding.